# Eusporangiate varens

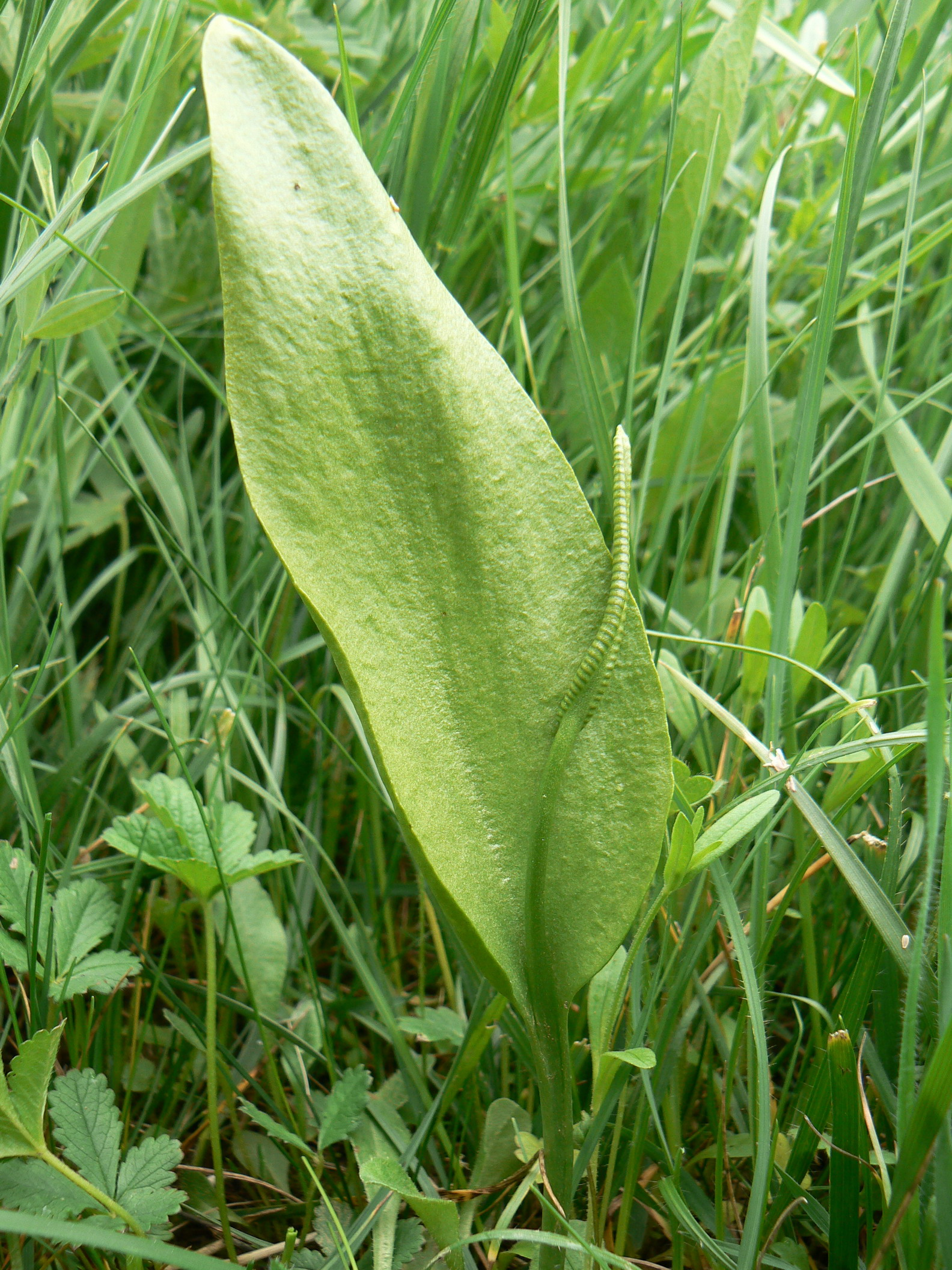
Gewone addertong (Ophioglossum vulgatum), een eusporangiate varen

Eusporangiate varens (van het Latijnse 'eu-' (echt) en 'sporangium'), ook wel varenachtigen, zijn een parafyletische groep van primitieve varens waarvan de sporendoosjes of sporangia uit een groep van epidermale cellen ontstaan en meerdere cellagen dik zijn, in tegenstelling tot de 'modernere' leptosporangiate varens waarbij de sporangiën uit één enkele cel ontstaan. Eusporangiate varens produceren per sporendoosje grote hoeveelheden (tot 7.000) sporen.
De twee groepen zijn waarschijnlijk reeds in het onder-Carboon (ongeveer 340 miljoen jaar geleden) van elkaar afgescheiden.
De eusporangiate varens vormen een parafyletische groep met twee recente klasses, de Psilotopsida en de Marattiopsida. Dikwijls worden daarbij ook nog de Equisetopsida (paardenstaarten) toegevoegd.
| - Tracheophyta (vaatplanten) - Lycopodiopsida (lycophytes, Lycopsida, lycofyten) - Lycopodiales - - Isoëtales - Selaginellales - Euphyllophyta (euphyllophytes) - Spermatophyta (zaadplanten) - Polypodiopsida (Pteridophyta, pteridofyten, Monilophyta, varens) - Equisetidae (paardestaarten) - Equisetales - - Ophioglossidae - Psilotales - Ophioglossales - - Marattiidae - Marattiales - Polypodiidae (leptosporangiate varens) |